# Nabab
Un nabab (de l'anglès nabob i aquest de l'hindustànic navāb, escrit en urdú نواب i en hindi नवाब, el qual hi arribà segurament per mitjà del persa نواب com a hipercorrecció de l'àrab نواب, nuwwāb, plural de nāʾib, ‘lloctinent’, però usat en persa com a singular) fou originalment un càrrec o títol funcionarial i després també honorífic de l'imperi mogol, equivalent al subahdar, governador o virrei d'una província (subah) o regió. Va ser un títol d'elevat rang entre els nobles musulmans. Importat a Anglaterra al segle xviii, un nabab passà a significar també una persona que tornava amb grans riqueses de les colònies i, per extensió, qualsevol personatge amb una gran fortuna i que viu amb un luxe desmesurat.

## Història
El títol de nabab simplement és una variació de la paraula àrab naib, que vol dir segon en comandament. Els governants musulmans preferien aquest tractament de representants de Déu a la terra per no infringir el títol de Déu, senyor i amo d'aquesta terra. La paraula Nabab, sovint es feia servir per fer referència al governants musulmans del nord de l'Índia, mentre que la paraula Nizam era per referir-se als seus homòlegs del sud. Això és tècnicament imprecís, donat que el títol era atorgat a d'altres i no només als governants musulmans. Amb el declivi de l'imperi mogol, el títol i els poders que comportaven, van esdevenir hereditaris dins les famílies governants de diverses províncies.
Sota el govern britànics, els Nababs van continuar governant diversos principats d'Awadh, Amb, Bahawalpur, Baoni, Banganapalle, Principat de Bhopal, Cambay, Jaora, Junagarh, Kurnoo, Kurwai, Mamdot, Multan, Palanpur, Pataudi, Rampur, Sachin i Tonk. Altres antics governants que feien servir el títol, com per exemple els Nababs de Bengala i Oudh, van ser desposseïts pels britànics o altres quan finalment la dinastia mogol va acabar el 1857.
El títol de les reines dels nabab és Begum. La majoria dels progenitors de les dinasties de nababs eres homes, encara que van ser una excepció destacable les Begums governants a Bhopal i de TikaitGanj, prop de Lucknow.
Anteriorment a la incorporació del subcontinent indi a l'Imperi Britànic, els Nababs van governar els regnes de Awadh (o Oudh, encoratjat pels britànics a abandonar la sobirania mogol i acollir-se al model de Badshah), Bengala, Arcot i Bhopal.
Alguns governadors musulmans que eren tributaris de l'imperi mogol, feien servir altres títols. El primer Nizam d'Hyderabad rebia el títol alternatiu de Nizam-ul-Mulk, generalment traduït com a governador del regne de l'imperi mogol.

## Nababs governants
A l'Índia
- Nabab Babi de Balasinor
- antic Nabab d'Arcot, reformat a Príncep d'Arcot
- Nabab de Banganapalle, anteriorment de Masulipatam
- Nabab de Baoni
- Nabab de Bhopal, i Begums de Bhopal
- Nabab de Cambay
- Nabab de Dujana
- Nabab de Farrukhabad
- Nabab de Jaora
- Nabab Sahib de Junagadh
- Nabab de Kurwai
- Nabab de Maler Kotla
- Nabab de Basai
- Nabab de Muhammadgar
- Nabab Sahib de Palanpur
- Nabab de Pataudi
- Nabab de Pathari
- Nabab de Radhanpur
- Nabab de Rampur
- Nabab de Sachin
- Nabab de Ashwath
- Nabab de Savanur
- Nabab de Tonk,

Al Pakistan (incloent-hi l'actual Bangladesh)
- Nabab de Dhir
- Nabab de Amb
- Nabab de Bahawalpur
- Nabab de Kharan
- Nabab Sahib de Junagadh

Antigues dinasties
- Padshah-i-Oudh, antic Nabab Visir de Awadh, també Visir imperial de total l'Índia mogola, ambos hereditaris
- Nabab de Bengala, com Nabab de Murshidabad
- Nabab de Surat
- Nabab de Marauli
- Nabab de Patna

## Altres nababs

### Nababs personals

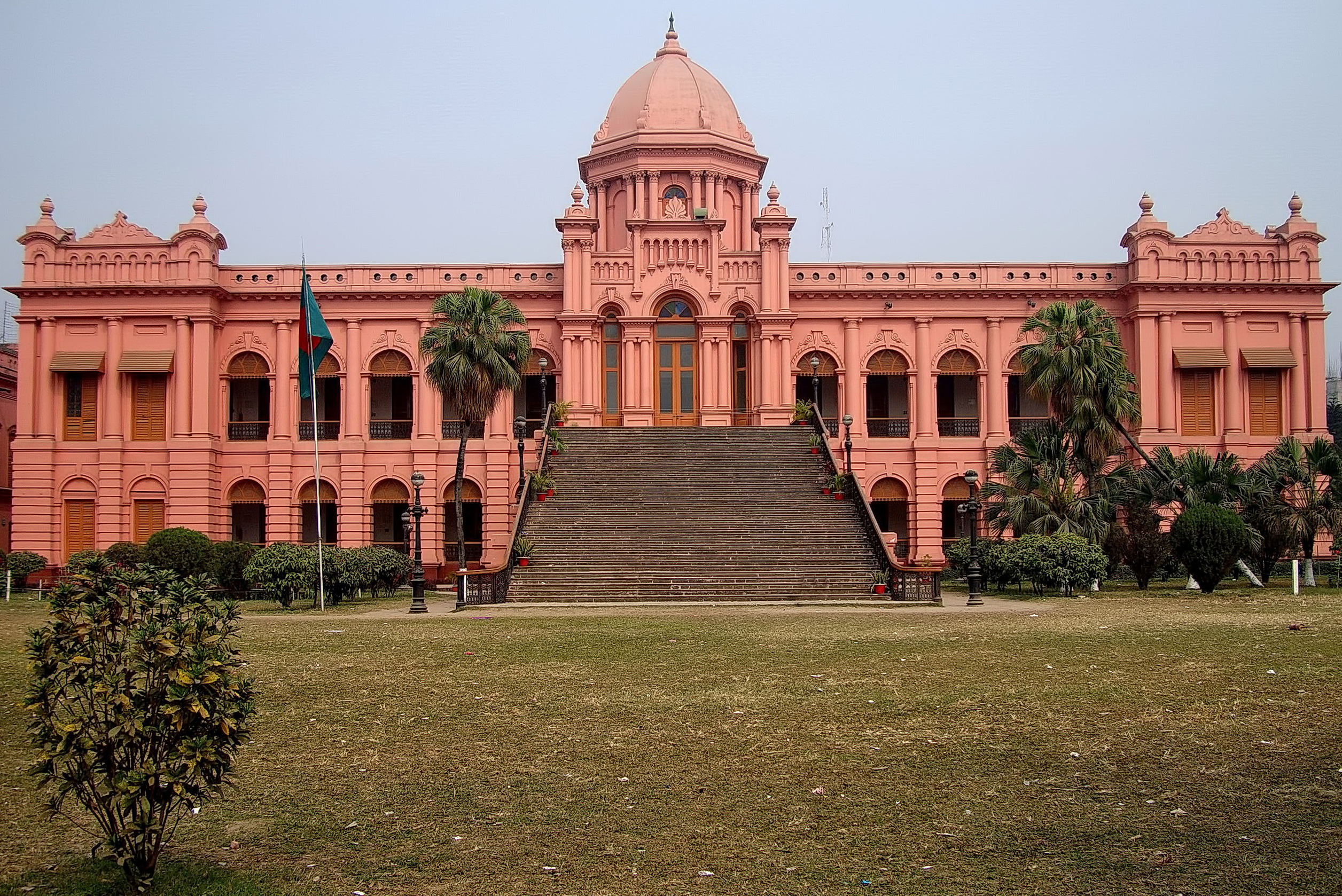
Ahsan Manzil.

El títol nabab era atorgat pels poders suprems com a distinció personal, similar a la noblesa, a les persones i famílies que no governaven cap principat. La paraula nabab es va estendre al màxim durant el segle xix. Per motivar a les classes governants de Bengala a participar en els serveis de la comunitat, sota l'administració del Baró Auckland (1836-1842) va introduir un sistema de nomenament de títols honorífics als filantrops i persones socialment destacades. Per l'elit musulmana es van introduir diversos títols a l'estil mogol, incloent-hi el de nabab. Entre altres nominacions britàniques d'aquest tipus algunes van ser Nabab Hashim Ali Khan (1858–1940), Nabab Khwaja Abdul Ghani (1813–1896), Nabab Abdool Luteef (1828–1893), Nabab Faizunnesa Choudhurani (1834–1904), Nabab Ali Chowdhury (1863–1929), Nabab Syed Shamsul Huda (1862–1922) i Nabab Sirajul Islam. El títol de 'Nabab' era generalment atorgat a persones amb influència que ja tenien algun control sobre terres i el títol s'adjuntava al nom de l'estat o poble implicat, és el cas de la família Dhaka Nabab, establerta a Ahsan Manzil (no confondre aquesta família amb els primers Naib Nazim de Dhaka). També ho van ser els Nababs de Dhanbari, Ratanpur, i d'altres.

### Nabab com a rang de la cort
- A la cort dels Xahanxas de Pèrsia de la dinastia imperial qajar, la prioritat per als que no eren membres de la dinastia, es va organitzar en vuit classes protocol·làries; la més elevada d'elles, el nabab, estava generalment reservada als prínceps menors, mentre que les sis posteriors (Shakhs-i-Awwal, Janab, Emir o Kan, Ali Jah Muqarrab, Ali Jah, Ali Sha'an) s'atorgaven a ministres, funcionaris, comandants, sacerdots musulmans i més. La vuitena i més baixa, Ali Qadir, fins i tot s'atorgava a mestres de gremis o similars.
- Nawab va ser també el títol de rang (no de funcionari) de la majoria de nobles de classe baixa musulmans de la cort de Nisam de Hyderabad i de Berar, només per sobre Khan bahadur i Khan, però per sota (en ordre ascendent) de Jang, Daula, Mulk, Umara i Jah. L'equivalent pels cortesans hindús era Raja Bahadur.

## Títols derivats

### Nababzada
Aquesta forma, afegint-hi el sufix persa -zada la qual vol dir fill (o un altre descendent masculí), s'ajusta etimològicament a fill del nabab, però en la pràctica actual algunes dinasties han establert altres usos.
Per exemple a Bahalwalpur, només els hereus dels nababs fan servir Nababzada abans del seu nom propi, per tant Khan Abassi, queda com Wali Ahad Bahadur (una ampliació de Wali Ehed), mentre que altres fills del nabab governant fan servir el model de Sahibzada abans del nom propi i només Khan Abassi darrere. Nababzadi és el títol utilitzat per les filles dels nababs regnants.
A altres llocs, el governants que no feien servir l'estil del nabab, atorgaven el títol de nababzada.

### Nabob
En el llenguatge col·loquial emprat en anglès (des de 1612), adaptat a altres llengües occidentals, la forma nabob es fa servir per referir-se als comuners: un líder mercantil d'alt estatus social i riquesa. Nabob és derivada de la pronunciació en bengalí de nabab (Bengalí নবাব) nôbab. Durant el segle xviii en particular, va tenir un ampli ús com a terme despectiu per a designar als comerciants o els administradors britànics que, després d'haver fet fortuna a l'Índia, tornaven a Gran Bretanya i aspiraven a ser que es reconegués la seva elevada condició social que la seva nova riquesa els permetia mantenir. Jos Sedley, personatge de la novel·la Vanity Fair, és probablement el cas més conegut de ficció. Aquest ús específic va ser utilitzat pels empresaris en general per fer ostentació de la seva riquesa. També el feien servir metafòricament les persones que tenen una manera de parlar grandiloqüent, com en Spiro Agnew (vicepresident de Richard Nixon) en el seu famós acomiadament de la premsa com nabobs xarlatans del negativisme.

### Naybob
Es tracta d'una forma corrompuda de la forma anglesa nabob, la qual és en si mateixa d'una corrupció de la forma índia nabab. És un substantiu que indicar una persona amb una disposició negativa o que tendeix a estar en desacord amb tot.

### Naib
El naib, és un líder local en algunes parts de l'Imperi Otomà i l'est del Caucas (durant l'època de l'Imamat Caucasià).

## Estats indis antigament governats per nababs
- Arcot
- Awadh
- Bahawalpur
- Banganapalle
- Baoni
- Bengala
- Bhopal
- Cambay
- Janjua
- Jaora
- Junagarh
- Kalabagh
- Kurwai
- Multan
- Mamdot
- Palanpur (Pakistan)
- Pataudi
- Rampur
- Sachin
- Gumbat
- Tanoli
- Tonk